# Piirovansaari
Piirovansaari är en ö i Finland. Den ligger i Ule älv och i kommunen Utajärvi i den ekonomiska regionen  Oulunkaari  och landskapet Norra Österbotten, i den centrala delen av landet, 500 km norr om huvudstaden Helsingfors. Öns area är 7,9 hektar och dess största längd är 0,5 kilometer i nord-sydlig riktning.